# 銀管竺鯛
銀管竺鯛（學名：Siphamia argentea），又稱銀管天竺鯛，為輻鰭魚綱鈎頭魚目天竺鯛科管竺鯛屬下的一個種，分布於中西太平洋菲律賓海域，深度23至50公尺，本魚體橢圓，高而側扁，頭大、眼大、口大且斜裂，頜齒細小，鋤骨和腭骨通常具齒，舌上無齒，前鰓蓋骨邊緣具鋸齒，體被弱櫛鱗，體淺褐色戴銀色金屬光澤，體側有深斑點和斑塊，腹部具發光器官，背鰭2個，尾鰭叉形，背鰭硬棘8枚、背鰭軟條9枚、臀鰭硬棘2枚、臀鰭軟條8枚，體長可達5公分，棲息沙泥底質海域，夜間活動，屬肉食性，繁殖期時，雄魚具有口孵習性，卵約7日化成仔魚，由雄魚吐出，具短暫的仔魚飄浮期，生活習性不明。